# Margarida Gonzaga, Duquesa da Lorena
Margarida Gonzaga (em italiano: Margherita Gonzaga; 2 de outubro de 1591 – 7 de fevereiro de 1632) foi Duquesa da Lorena desde 1606 até à morte do seu marido em 1624.

## Biografia
Nasceu em Mântua, sendo a filha mais velha de Vicente I Gonzaga e de Leonor de Médici. Era irmã de Francisco IV Gonzaga, Fernando I Gonzaga, Vicente II Gonzaga e Leonor Gonzaga. Todos os seus irmãos sucederam sucessivamente ao pai no trono dos ducados de Mântua e de Monferrato; a irmã Leonor veio a ser imperatriz do Sacro-Império ao casar com o imperador Fernando II de Habsburgo.

## Casamento e Descendência
Em 24 de abril de 1606 casou com Henrique II da Lorena, viúvo de Catarina de Navarra, irmã do rei Henrique IV de França, casamento sem descendência atendendo à avançada idade da noiva (Catarina tinha 40 anos  quando se casou).
Henrique e Margarida tiveram quatro filhas, das quais apenas duas atingiram a idade adulta:
- menina (1607);
- Nicole de Lorena (1608 –1657), que casou com o primo, Carlos IV da Lorena, casamento sem descendência, e de quem se separou em 1635;
- menina (1611);
- Cláudia de Lorena (1612–1648), que casou com o primo Nicolau II da Lorena, com geração; faleceu no decurso do último parto.

Ambas as filhas de Margarida casaram com primos direitos, sobrinhos do duque Henrique II, a quem sucederam sucessivamente, uma vez que Margarida não gerou filhos masculinos.

## Morte
Margarida faleceu em Nancy em 1632 com 40 anos de idade. Ela tinha ficado viúva em 1624.